# Richard François Philippe Brunck
Pour les articles homonymes, voir Brunck.
Cet article possède un paronyme, voir Richard Brunck.

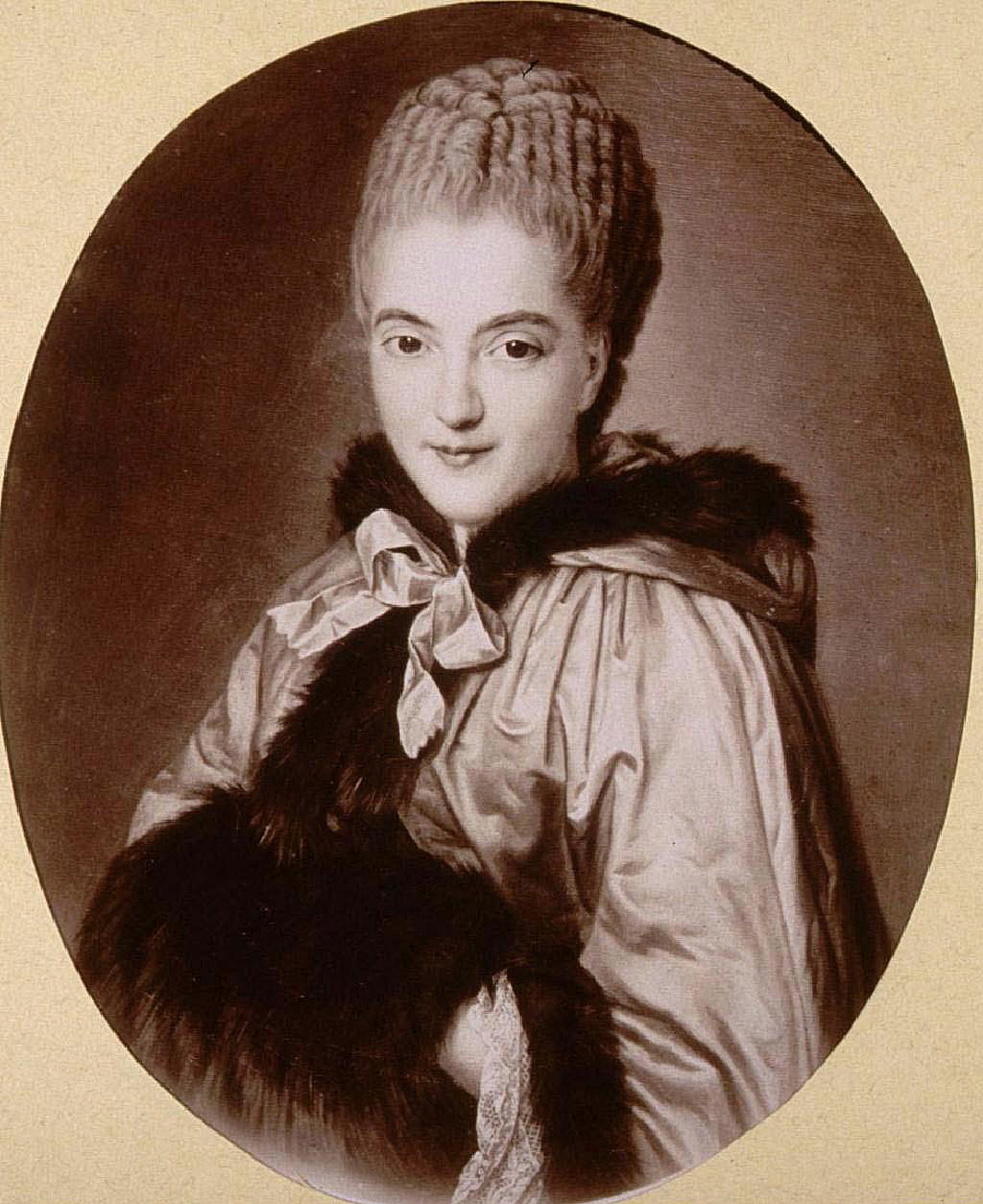
Madame Brunck de Freundeck

Richard François Philippe Brunck, né à Strasbourg le 30 décembre 1729 et mort dans la même ville le 12 juin 1803, est un helléniste et traducteur français.

## Biographie
Richard Brunck fait ses études au collège des jésuites à Paris et devient commissaire des guerres pendant la guerre de Sept Ans. De retour à Strasbourg à l'âge de trente ans, il reprend ses études et cultive en particulier le grec.
Entre 1772 et 1776, il publie une édition de l'Anthologie grecque (Analecta veterum Poetarum Graecorum) qui étonne par la hardiesse avec laquelle il apporte des modifications au texte original chaque fois qu'un passage lui paraît obscur ou erroné. Il édite des auteurs latins : Virgile, Cicéron, Plaute, Térence, ainsi que de nombreux auteurs grecs : Eschyle, Sophocle, Euripide, Aristophane, Longus, Anacréon, Méléagre de Gadara, Apollonios de Rhodes, Bion de Phlossa, Théognis de Mégare. Il traduit aussi Aristophane et Sophocle en latin. Cette dernière traduction lui vaut une pension du roi. Il est élu membre associé de l'Académie royale des inscriptions et belles-lettres en 1777.
Il participe activement à la Révolution, ce qui lui vaut d'être emprisonné pendant quelque temps à Besançon et de perdre sa pension. Celle-ci ne lui est restituée qu'en 1802, alors qu'il a été obligé de vendre la majeure partie de sa bibliothèque.

## Source
- (en) « Richard François Philippe Brunck », dans Encyclopædia Britannica [détail de l’édition], 1911 (lire sur Wikisource).